# Malwida von Meysenbug
Malwida von Meysenbug (1816-1903), féministe et intellectuelle du XIXe siècle, est connue pour être l'autrice des Mémoires d'une idéaliste. Elle a côtoyé et influencé de nombreuses personnalités importantes de son époque, parmi lesquelles Richard Wagner (première rencontre en 1855 à Londres), Jules Michelet (première rencontre en 1859),  Friedrich Nietzsche (première rencontre à Bayreuth en 1872, lors de la pose de la première pierre du Festspielhaus), ou encore Romain Rolland (première rencontre à Versailles en 1889).

## Biographie

### Famille
Malwida von Meysenbug est née en 1816 à Cassel, fille d"Ernestine Hansel et de Carl Philipp Rivalier. Son père descendait d'une famille de Huguenots français, réfugiés en Hesse, mais germanisés par des mariages allemands. En 1825, il fut anobli sous le nom de von Meysenbug par l'Électeur Guillaume I de Hesse-Cassel. En 1834, il reçut de l'empereur d'Autriche François Ier le titre héréditaire de baron.
Malwida est la neuvième enfant d'une famille de douze. Deux de ses frères font des carrières brillantes : l'un comme ministre d'État, Heinrich Aemilius Otto Rivalier de Meysenbug, en Autriche, l'autre, Wilhelm Rivalier de Meysenbug, comme ministre à Karlsruhe.

### Jeunesse à Detmold
En 1831, Ernestine  von Meysenbug s'installe à Detmold  avec ses filles cadettes, Laura et Malwida, qui rencontre Theodor Althaus en 1843. Choisissant de suivre les idées sociales de Theodor Althaus (de), théologien et journaliste aux idées révolutionnaires, et de vivre avec lui, Malwida von Meysenbug s'éloigne de sa famille en 1845. En 1847, elle rompt avec Theodor Althaus ; c'est également l'année où son père décède. En 1848, pendant la Révolution, elle suit les débats du Parlement préliminaire, à Francfort puis entreprend un voyage à Ostende en 1849. 

### Études à Hambourg
Malwida von Meysenbug arrive en mai 1850 à Hambourg pour des études à l’École supérieure pour la gent féminine. En 1852, Theodor Althaus (de) décède. Surveillée par la police, elle s'enfuit en Angleterre après une perquisition. Elle arrive à Londres le 28 mai.

### Exil à Londres
En 1852, elle vit de leçons et de travaux de traduction et rencontre Alexandre Ledru-Rollin, Louis Blanc et Gottfried Kinkel, des agitateurs proscrits de leur pays. Elle est accueillie par Kinkel et Carl Schurz.
Elle devient l'éducatrice des filles d'Alexandre Herzen (Natalie et Olga) dès 1853. Alexandre Herzen est un ancien aristocrate russe, aux convictions socialistes, banni de Russie et exilé en Europe occidentale.
Le 26 mars 1855, elle assiste à un concert dirigé par Richard Wagner, qu'elle rencontre peu après chez Friedrich Althaus.
Elle quitte la maison de Herzen en 1856. Cette même année, elle commence à rédiger Mémoires d'une Idéaliste.
1861 est marquée par la représentation de Tannhäuser à Paris et le décès de sa mère.

### Séjours en Italie
Elle se rend en 1862 en Italie avec Olga Herzen, et s'y établit. En 1868, elle assiste à la première des Maîtres Chanteurs de Nuremberg, à Munich. En 1873, Olga Herzen, sa fille adoptive, se marie avec l'historien Gabriel Monod et s'établit en France. Mais sa santé délicate conduit Malwida von Meysenbug à rester en Italie. Elle assiste au premier festival de Bayreuth en 1876 puis séjourne en 1877 à Sorrente. Parmi les invités on compte, Friedrich Nietzsche, Paul Rée et Albert Brenner (un élève de Nietzsche), qui restent cinq mois (de fin octobre 1876 au 10 avril 1877). Elle se rend en 1878 à Bayreuth chez Richard Wagner, avec Franz Liszt et rencontre en 1879 Hippolyte Taine, Sully Prudhomme, Gaston Paris, Jean Aicard. 
En 1882, invités par Malwida von Meysenbug, Friedrich Nietzsche et Lou Salomé se rencontrent à Saint-Pierre de Rome le 23 avril, ce qui aura une influence déterminante tant pour l'œuvre de l'un que de l'autre. La militante allemande contribue significativement à faire connaître la philosophie de Nietzsche.
Malwida von Meysenbug assiste à Parsifal à Bayreuth, événement suivi de près par le décès du compositeur Richard Wagner (1883). En 1889, elle fait la connaissance de Romain Rolland, et entretient avec lui une vive correspondance.
Elle meurt le 23 avril 1903 à Rome. Elle est enterrée au cimetière du Testaccio.

## Sélection d'œuvres

### En allemand
- Anonyme, Mémoires d'une Idéaliste, 3 vol., 1876. Une version partielle (20 premiers chapitres) en français avait été publiée anonymement en 1869.
- Anonyme, Stimmungsbilder aus dem Vermächtnis einer alten Frau, 1884.
- Phädra, roman, 1885
- Genius und Welt, Briefe von Richard Wagner, in « Cosmopolis », no 8, août 1896, p. 555-571 ; texte sur Gallica

### Traductions de ses œuvres en français
- Mémoires d'une Idéaliste, avec préface de Gabriel Monod, 2 vol. in-12 avec 9 portraits, 1900[5]. Cette traduction est disponible sur Gallica : Tome 1 Tome 2; une  nouvelle édition par Sandrine Fillipetti est parue en 2019 aux Éditions Mercure de France.
- Le Soir de ma Vie, suite des Mémoires d'une Idéaliste, précédée de La fin de la vie d'une idéaliste par Gabriel Monod, de l'Institut, ornée de 8 portraits, Librairie Fishbacher, 1908. Cette traduction est disponible sur Gallica.
- Friedrich Nietzsche, Correspondance avec Malwida von Meysenbug, traduit de l'allemand, annoté et présenté par Ludovic Frère, Allia, 2005.